# Вищий інститут поліцейських наук і внутрішньої безпеки
Вищий інститут поліцейських наук і внутрішньої безпеки (порт. Instituto Superior de Ciências Policiais e Segurança Interna) — поліцейська академія в Португалії. Розташована у Лісабоні. Має статус державного університету. Заснована 1984 року. Підпорядковується Міністерству науки, технології і вищої освіти. Здійснює підготовку офіцерів Поліції державної безпеки Португалії за спеціальностями: юриспруденція, внутрішня безпека, управління безпекою, кримінологія, управління муніципальною безпекою, управління кризовими ситуаціями. Абревіатура — ISCPSI.